# Le Magazine des livres
Le Magazine des livres est un bimestriel qui propose « un autre regard sur la littérature ». Il a été créé en octobre 2006 par Joseph Vebret (pour le groupe Entreprendre Robert Lafont), et se prolonge d'un site internet complémentaire. Le 35e et dernier numéro paraît en avril 2012, puis le magazine reparaît à la fin décembre 2015

## Présentation
Le Magazine des livres se veut éclectique, passionné, ouvert, à l'écoute des écrivains, tous styles confondus, et des livres, tous domaines confondus. 
Loin des mouvements de mode, des tendances, des écoles, des chapelles, des factions, des cercles et autres réseaux d'influence, au-delà des stratégies politiques, industrielles ou commerciales, il a pour ambition de donner à lire ou à relire, sans querelles inutiles ni stérile acrimonie.
Le Magazine des livres fonctionne comme une revue littéraire et publie des contributions d'écrivains, confirmés ou en devenir, et de lecteurs avertis (tels que Christophe Mory, Guy Darol, Annick Geille, Marc Villemain, Marc Alpozzo, Stéphanie Hochet, Carole Zalberg, Stéphanie des Horts, Christophe Riou, Frédéric Saenen, Eli Flory... ). D'où un ton particulier, une approche parfois décalée, passionnée voire subjective, un regard différent sur la littérature, en proposant notamment de longs entretiens avec ceux qui la font.
Journal d'écrivains et de lecteurs, Le magazine des livres, s'intéresse avant tout aux écrivains et aux livres. Chaque livraison propose un dossier d'ouverture plus ou moins lié à l'actualité, à l'histoire littéraire ou au métier d'écrire (le plagiat, les méchants, les agents littéraires, publier son premier roman, les écrivains de la collaboration…) suivi d'une dizaine d'entretiens (Frédéric Beigbeder, Amélie Nothomb, Philippe Djian, Michel Houellebecq, Dan Franck, Charles Dantzig, Anna Gavalda, Jean-Marie Rouart, Michel Chaillou, Patrick Besson, Philippe Sollers, Philippe Besson, Jérôme Garcin, Claire Castillon, Gabriel Matzneff, Maryline Desbiolles, Maurice G. Dantec), d'un retour sur les grands classiques, de chroniques sur les nouveautés, de bonnes feuilles (par Annick Geille) et d'espaces de liberté ouverts et offerts à d'autres écrivains (Pierre Jourde, Guy Dupré, Fred Vargas…). Les photos sont réalisées par Louis Monier, « l'œil des Lettres », qui depuis quarante ans passe au crible de son Leica les visages d'écrivains.

## Le magazine sur internet
Le site internet vient en prolongement naturel du Magazine des livres. En plus des compléments aux dossiers et entretiens publiés dans le magazine papier, des sommaires et de la reprise de certains textes destinée à leur assurer une plus longue durée de vie, il propose un contenu autonome : débats, entretiens, critiques, bibliothèque idéale... Le site est aujourd'hui fermé.